# Туманов, Дмитрий Александрович
Дмитрий Александрович Туманов (род. 21 ноября 1965, Ленинград) — советский и российский театральный, общественный деятель, актёр, директор фестиваля «Созвездие-Йолдызлык».

## Биография
Родился 21 ноября 1962 года в Ленинграде. Мать — Наталья Николаевна (урожд. Хананеева, 1940–1983), отец — Александр Туманов (1936—1994), художник. С 1966 года жил в Челябинске, по работе отца, а в 1970 году вместе с семьёй переехал в Казань. Имеет сестру Диану (р. 1971), а также двух братьев — Евгения (р. 1985) и Вадима (р. 1990) от двух последующих браков отца.
В 1978 году поступил Казанское театральное училище, которое окончил в 1982 году с отличием, после служил актёром в Казанском академическом русском большом драматическом театре имени В. И. Качалова, где сыграл более 50 ролей. В 1986 году поступил в Казанский государственный университет имени В. И. Ульянова-Ленина, который окончил в 1989 году по специальности «русский язык и литература». В 1992 году также закончил Московский финансовый колледж. В 1996—1998 годах работал в Томском областном драматическом театре, после чего ушёл из актёрства, так как, по собственным словам, понял, что больше никогда не будет служить «в тоталитарном театре», полном «страшного, жестокого, беспощадного, грязного закулисья».
Занявшись культурным менеджментом, в 1998 году вместе с бывшим актёром качаловского театра Е. А. Аладинским учредил в Казани городскую общественную организацию «Объединение творческих работников „АРТИАС“», где стал председателем правления. В 2000 году организовал фестиваль по поиску новых талантов и одарённой молодёжи, который в 2002 году вышел на республиканский уровень. С 2004 года занимает пост директора государственного учреждения «Республиканский центр по поддержке творчески одаренных детей и молодежи „Созвездие-Йолдызлык“».
В 2005, 2007 годах назначался членом Общественной палаты Республики Татарстан, где состоял в рабочей группе по вопросам развития культуры и искусства, в комиссии по вопросам культуры, развития интеллектуального потенциала республики, этно-конфессиональным отношениям, а также возглавлял подкомиссию по семье и материнству. Подружившись с А. В. Новосельской, в 2015 году стал советником министра культуры Республики Крым, тогда как его фестиваль в дальнейшем активно выступал в Крыму перед моряками Черноморского флота, военнослужащими Национальной гвардии, пограничниками ФСБ. Также является членом Союза театральных деятелей России.
Своей фестиваль полагает «последним фронтом борьбы» перед «культурной государственной изменой и разрушением национального культурного кода», «государствообразующим брендом», культурным барьером от «тлетворного влияния» англосаксонского Запада, где царит «семейный эгоизм», «гомосексуализм» и «сатанизм». Сам себя считает «оставшимся в 1941—1943 годах», «советским патриотом», убеждённым в том, что было выстроено «великое государство». Выступает «против американской культуры, нетрадиционных ценностей и взглядов», считая, что «Созвездие-Йолдызлык» стоит «на страже сохранения культурного кода Татарстана», а «наши дети никогда на митинги не выйдут». В 2022 году поддержал российское вторжение на Украину, посчитав, что назревавший там силами Запада «гнойник» должен был кто-нибудь вскрыть, иначе бы он привёл к повторению 22 июня 1941 года.
Я очень счастлив! Почему? То, где я живу, — самое счастливое место в мире. Ненавижу Запад! Он убивал моих отцов, дедов и прадедов. Он убивал мою страну правдами и неправдами. Безумно люблю нашу республику, вот честно.Дмитрий Туманов, 2022 год.

## Награды
Премии
- Премия Правительства Российской Федерации в области культуры (2010 год) — за открытый республиканский телевизионный молодёжный фестиваль эстрадного искусства «Созвездие-Йолдызлык»[18].
- Премия Союза театральных деятелей РСФСР за лучшее актёрское исполнение (1990 год) — за роль Дмитрия в спектакле «Искуситель» по пьесе В. Шашина[1].
- Премия Президента Республики Татарстан (2022 год) — за вклад в развитие институтов гражданского общества в Республике Татарстан[19].

Российские
- Знак отличия «За наставничество» (2020 год) — за заслуги в профессиональном становлении молодых специалистов и активную наставническую деятельность[20].
- Медаль «В память 1000-летия Казани» (2005 год)[6].

Татарстанские
- Почётное звание «Заслуженный деятель искусств Республики Татарстан» (2008 год)[1].
- Орден «Дуслык» (2025 год) — за заслуги в развитии культуры и искусства, многолетнюю плодотворную творческую деятельность[21].
- Медаль «За доблестный труд» (2018 год) — за большой вклад в развитие культуры и искусства, многолетнюю плодотворную творческую деятельность[22].
- Благодарность президента Республики Татарстан (2012 год) — за многолетнюю плодотворную работу и достойный вклад в развитие культуры и искусства в Республике Татарстан[23].
- Нагрудный знак министерства культуры Республики Татарстан «За достижения в культуре» (2006 год)[6].

Прочие
- Почётное звание «Заслуженный деятель искусств Республики Крым» (2018 год) — за весомый вклад в укрепление единства, развитие и процветание Республики Крым, добросовестный труд, высокий профессионализм и в связи с Днем Конституции Российской Федерации[24].

## Личная жизнь
Сын — Александр (род. 1996), театральный режиссёр, выпускник ВГИКа имени С. Герасимова (2018) и ВТИ имени Б. Щукина (2020), главный режиссер арт-резиденции «Созвездие-Йолдызлык».